# Thomazeau (ort)
Thomazeau är en ort i Haiti.   Den ligger i departementet Ouest, i den centrala delen av landet, 28 km öster om huvudstaden Port-au-Prince. Thomazeau ligger 36 meter över havet och antalet invånare är 52 017.
Terrängen runt Thomazeau är varierad. Runt Thomazeau är det ganska tätbefolkat, med 207 invånare per kvadratkilometer. Närmaste större samhälle är Croix des Bouquets, 16,2 km sydväst om Thomazeau. Omgivningarna runt Thomazeau är en mosaik av jordbruksmark och naturlig växtlighet.